# Concertos pour orgue, op. 4 de Haendel

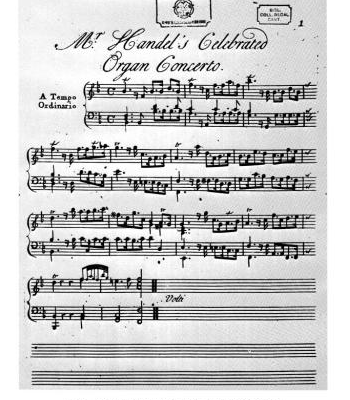
Page de titre des Concertos pour orgue de Haendel, Op.4, transcrits pour clavier solo par John Walsh (Rowe Music Library, King's College)

Les concertos pour orgue, opus 4 (HWV 289 à 294) constituent un recueil de six concertos pour orgue et orchestre composés par Georg Friedrich Haendel à Londres en 1735 et 1736 puis publiés en 1738 par John Walsh. Haendel les a composés pour servir d'interludes pendant les représentations de ses oratorios à Covent Garden et ce furent les premières œuvres destinées explicitement pour cette combinaison d'instruments ; ils servirent ensuite de modèles à d'autres musiciens et la formule sera reprise dans l'Opus 7. 

## Contexte

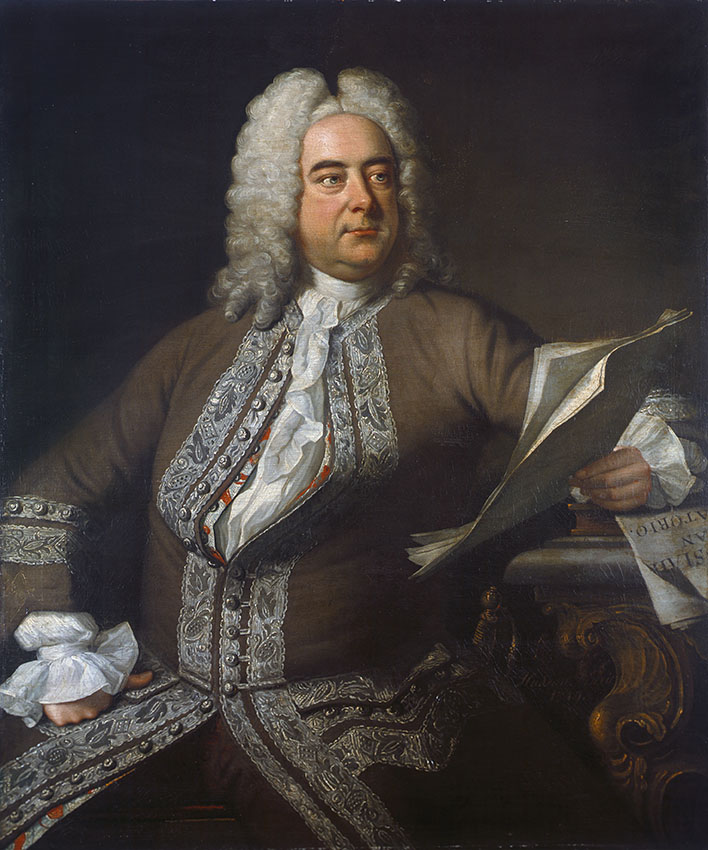
Georg Friedrich Haendel

De l'avis de tous ceux qui avaient pu l'entendre à l'orgue, Haendel était un organiste insurpassé ; selon son ami de jeunesse à Hambourg, Johann Mattheson, seul Jean-Sébastien Bach pouvait sans doute lui être comparé. C'est cette notoriété qui l'incita à « meubler » les entractes de ses oratorios par des prestations susceptibles d'attirer plus d'auditeurs et donc de meilleurs revenus au concert. L'orgue anglais, tout comme l'orgue italien, était généralement dépourvu de pédalier : c'était d'autant plus vrai pour l'orgue de chambre, à un seul clavier, dont il pouvait disposer dans les salles de concert où se donnaient les oratorios. L'édition imprimée indique comme instrument soliste l'orgue ou le clavecin, mais il s'agit plutôt d'un argument commercial, car certains caractères des pièces les destinent de préférence à l'orgue, par la présence de notes tenues pour lesquelles le clavecin est inadapté. La structure des concertos est influencée par celle de la sonate en trio, voire du concerto (sur les modèles de Corelli) et non par celle du concerto de soliste promu par Vivaldi, autre compositeur contemporain de concertos pour orgue, mais dans lesquels l'orgue est un instrument soliste parmi d'autres (cordes notamment) dans l'esprit des concerti con molto stromenti.

## Tableau synoptique
| HWV | Opus      | Tonalité              | Composition  | Première        | Mouvements                                                                            | Remarques |
| --- | --------- | --------------------- | ------------ | --------------- | ------------------------------------------------------------------------------------- | --- |
| 289 | Op.4 No 1 | sol mineur/Sol Majeur | 1735–1736    | 19 février 1736 | Larghetto, e staccato - Allegro - Adagio - Andante                                    | Première interprétation avec Alexander's Feast (HWV 75) |
| 290 | Op.4 No 2 | Si Majeur             | 1735         | 5 mars 1735     | A tempo ordinario, e staccato - Allegro - Adagio, e staccato - Allegro, ma non presto | Première interprétation avec Esther (HWV 50b) |
| 291 | Op.4 No 3 | sol mineur            | 1735         | 5 mars 1735     | Adagio - Allegro - Adagio - Allegro                                                   | Possède diverses versions du dernier mouvement. Première interprétation avec Esther (HWV 50b)                                                                                           |
| 292 | Op.4 No 4 | Fa Majeur             | 25 mars 1735 | 1er avril 1735  | Allegro - Andante - Adagio - Allegro                                                  | À l'origine terminé par un chœur 'Alleluja, brève conclusion instrumentale probablement écrite par Haendel pour la publication par Walsh. Première interprétation avec Athalia (HWV 52) |
| 293 | Op.4 No 5 | Fa Majeur             | 1735         | 26 mars 1735    | Larghetto - Allegro - Alla Siciliana - Presto                                         | Interprété pour une reprise de Deborah (HWV 51). |
| 294 | Op.4 No 6 | Si Majeur             | 1736         | 19 février 1736 | Andante allegro - Larghetto - Allegro moderato                                        | Première interprétation avec Alexander's Feast (HWV 75). Originellement destiné à la harpe, transcrit pour orgue ultérieurement                                                         |

## Emprunts à des œuvres antérieures
Haendel est connu pour avoir très fréquemment réutilisé de la musique d'œuvres antérieures (ce qu'on a appelé « auto-plagiat ») et même d'œuvres de nombreux autres compositeurs. Le procédé était courant à l'époque baroque, et pratiqué par les plus grands. Il ne choquait d'ailleurs personne, en un temps où les notions de propriété intellectuelle et de droits d'auteur n'existaient pas.  
- HWV 289 : Le dernier mouvement est un menuet avec variations développés de la sonate en trio en Fa, Op.5, No 6.
- HWV 290 : Le premier mouvement est une version développée de la  sinfonia du motet pour soprano Silete venti. Le premier allegro réutilise du matériel de la sonate en trio Op.2, No 4.
- HWV 291 : Ce concerto réutilise du matériel de la sonate en trio Op.2, No 6, de la sonate pour flûte Op.1, No 2 et d'un concerto pour hautbois. Le début du premier mouvement vient du Concerto Grosso, op. 3, no 3.
- HWV 292 : Une grande partie du premier mouvement vient du début de la seconde version du chœur Questo è il cielo dans l'acte 1 d'Alcina.
- HWV 293 : C'est une transcription très fidèle de la sonate pour flûte Op.1, No 11.
- HWV 294 : Aucun emprunt à une œuvre connue.